# Stafford Rangers
Der Stafford Rangers Football Club ist ein englischer Fußballverein aus Stafford. Während die Mannschaft auf Ligaebene nie aus dem Non-League football hinauskam, erreichte sie häufig die Hauptrunden des englischen Pokalwettbewerbs und gewann zweimal die FA Trophy.

## Geschichte
Das Gründungsdatum der Stafford Rangers lässt sich nicht genau eruieren, da entsprechende Unterlagen zu Beginn des 20. Jahrhunderts verloren gingen. Aufgrund von Zeitungsartikeln lässt es sich jedoch auf die Jahre 1876 oder 1877 eingrenzen. Zunächst hauptsächlich in Freundschaftsspielen aktiv, trat die Mannschaft 1884 erstmals in einer Hauptrunde im FA Cup an. Bis zum Zweiten Weltkrieg trat der Klub hauptsächlich in der regionalen Birmingham & District League in Erscheinung, in der er zunächst im vorderen Tabellenbereich mitspielte, hatte aber später mit finanziellen Problemen zu kämpfen. Mit Beginn des Krieges löste sich der Verein mangels einer ausreichenden Anzahl an Spielern auf, gründete sich aber 1945 wieder.
1968 stiegen die Stafford Rangers in die Northern Premier League auf, die seinerzeit höchste Spielklasse außerhalb der Football League. Ein Jahr später schloss sich Roy Chapman, der seine Spielerkarriere ausklingen ließ, als Spielertrainer dem Verein an und führte ihn zu einer der erfolgreichsten Zeiten der Vereinsgeschichte. 1972 holte sich die Mannschaft unter seiner Leitung das Triple aus Meisterschaft in der Northern Premier League, FA Trophy und dem regionalen Staffordshire Senior Cup. Dennoch blieb eine Aufnahme in die Football League verwehrt. Drei Jahre später erreichte der Klub zudem die vierte Hauptrunde im FA Cup, die entscheidenden Niederlage gegen Peterborough United verfolgten über 30.000 Zuschauer. 1979 gewann der Verein erneut die FA Trophy und gehörte im selben Jahr schließlich zu den Gründungsmitgliedern der Alliance Premier League, der heutigen Football Conference. 1983 stieg die Mannschaft ab, kehrte aber zwei Jahre später zurück. In den folgenden Jahren belegte sie hauptsächlich Plätze im mittleren Tabellenbereich. Nach dem erneuten Abstieg 1995 stürzte der Klub in der folgenden Spielzeit weiter ab und spielte einige Jahre im unterklassigen Bereich.
2003 stiegen die Stafford Rangers als Tabellenzweiter der Southern Football League in die sechstklassige Conference North auf. Drei Jahre später reichte es auch hier zur Vizemeisterschaft, gleichbedeutend mit der Rückkehr in die Football Conference als höchster Spielklasse im Non-League Football. Im ersten Jahr hielt der Verein knapp die Klasse, 2008 folgte der Wiederabstieg. Nach drei Jahren stieg die Mannschaft in die Northern Premier League Premier Division ab.